# 初音家左橋
初音家 左橋（はつねや さきょう、1956年1月4日 - ）は、神奈川県川崎市出身の落語家。本名∶鈴木 宏和。落語協会所属。出囃子は『春はうれしや』。紋は『梅』。

## 経歴
法政大学経済学部卒業後1979年6月、十代目金原亭馬生に入門。翌年3月、前座となる。前座名は金原亭小駒。  
1982年9月に師匠馬生が死去したため、兄弟子金原亭伯楽門下へ移籍する。  
1983年3月　二ツ目昇進。
1987年にっかん飛切落語会努力賞
1993年にっかん飛切落語会奨励賞
1994年にっかん飛切落語会奨励賞
1995年3月「初音家左橋」で真打に昇進。（帝号の初音家は、三代目春風亭柳朝〈江戸嘉永5年1月25日生〉別名、初音屋柳朝に由来、名前の左橋は、音に響くのきょうの意味合い）
1995年国立演芸場花形演芸会金賞
2002年平成14年度文化庁芸術祭優秀賞
2006年法政大学で講師を務める。　　　
2023年川崎市文化賞

## 芸歴
- 1979年6月∶十代目金原亭馬生に入門。
- 1980年6月∶前座となる、前座名「金原亭小駒」
- 1982年10月∶馬生死去、金原亭伯楽門下へ移籍。
- 1983年3月∶金原亭小駒のまま、二ツ目昇進。
- 1995年3月∶真打昇進、「初音家左橋」と改名。

## 人物
古典落語で、滑稽噺から人情噺、多くのネタをこなし、落語だけでなく、各種式典の司会や「笑いと健康」「笑う門には商売繁盛」などのテーマで講演の他、動物物真似.南京玉すだれ.獅子舞.日本舞踊等の特技もある。またNHKの朝の連続テレビ小説「チョッちゃん」など多数のドラマに俳優としても出演している。芸術祭優秀賞を始め数々の賞を受賞するなど高い評価を受けている実力派真打の一人、そして大の猫好きである。

## 演目
- 青菜
- 明烏
- 井戸の茶碗
- 片棒
- 紙入れ
- 紙屑屋
- 替り目
- くしゃみ講釈
- 稽古屋
- 子別れ
- 七段目
- 疝気の虫
- 粗忽の釘
- 竹の水仙
- 試し酒
- 短命
- 時そば
- 豊竹屋
- 長屋の花見
- 寝床
- 棒鱈
- 宮戸川
- 夢金
- 四段目
- らくだ　　　他

## 出演

### テレビ
- ひげよさらば（人形劇1984年4月 - 10月、NHK総合）- 声優.しましま役〜榊原郁恵　他
- そこが知りたい（1984年、TBS）森本毅郎司会　-リポーター
- レディス4（1986年、テレビ東京）高崎一郎司会　-コメンテーター
- '87青春フォーカスイン　10代のビデオ自画像（1987年、NHK）- MC
- 連続テレビ小説 チョッちゃん （1987年4月 - 9月、NHK）- 梅花亭夢助役〜古村比呂、役所広司、春風亭小朝　他
- 水曜ドラマ 晴れのちカミナリ（1989年4月 - 7月、NHK）- つむ治役〜渡辺謙、黒木瞳、藤田朋子　他
- プレゼントライフ（1997年4月 - 9月パーフェクトTV〈現スカパー〉）- MC
- 金曜時代劇 御宿かわせみ（2003年5月、NHK）- 岡っ引き仙五郎役〜中村橋之助（現中村芝翫）高島礼子　他
- 木曜時代劇 次郎長背負い富士（2006年7月、NHK）- 役人 塚原役〜中村雅俊、田中美里　他
- 花の落語家六人衆（2006年4月 - 2009年3月、NHKBS2）- 大喜利レギュラーメンバー（六人衆）
- 金曜プレステージ 嫁の座（2009年5月、フジテレビ）- 二天門亀治役〜田中好子、野際陽子、伊東四朗　他
- お好み寄席・演芸三題（2010年8月、NHKBS2）-　落語「親子酒」〜堺すすむ、マギー司郎
- 演芸図鑑（2017年2月、NHK）- 落語「親子酒」〜ザぼんち、正蔵司会
- LOVEかわさき - 川崎の噺家　初音家左橋 - （2024年1月、TV神奈川）

### ラジオ
- タケローの幸せ気分で（1987年、TBSラジオ）- コメンテーター
- おはよう名人会（1989年、TBSラジオ）- 落語（祇園祭）
- ラジオ深夜便　落語百景（2010年1月・5月、NHKラジオ第一）落語（初天神・宮戸川）
- ラジオ深夜便　明日へのことば（2023年4月NHK第一）

### 映画
- 子どもたちをよろしく（監督：隅田靖）（2020年2月公開）-　佐野役〜鎌滝恵利、杉田雷麟、有森也実　他

### 舞台
- 戀の病（2001年1月、シアタートラム）《演出:末木利文、作.尾崎紅葉》~定吉役〜林明夫、内山森彦　神保共子　他
- ゴールデン街青春酔歌（2015年7月29日〜8月2日SＰA C E 雑遊）《演出:サカイハルト、脚本.高橋郁子》宮脇役〜桂扇生、立川談幸、ぎぃ子　他
  - 再演（2017年7月26日〜7月31日、新宿シアターモリエール）

## 弟子

### 真打
- 古今亭ぎん志（2004年入門、初音家左吉、2019年古今亭ぎん志で真打昇進）